# Carl Philipp zu Salm-Salm
Carl Philipp zu Salm-Salm (* 19. Mai 1933 in Anholt, Westfalen; † 6. August 2024), amtlich Carl Philipp Joseph Petrus Cölestinus Balthasar Prinz zu Salm-Salm, war seit 1988 Chef des ehemaligen Fürstenhauses Salm-Salm und seither als Carl Philipp Fürst zu Salm-Salm bekannt.

## Traditionelle Titel
Nach (öffentlich-rechtlich in Deutschland nicht mehr gültigem) Adelsrecht wäre Carl Philipp zu Salm-Salm der 14. Fürst zu Salm, 9. Fürst zu Salm-Salm, 9. Fürst zu Salm-Kyrburg, Wild- und Rheingraf, Fürst zu Ahaus und Bocholt, Herzog von Hoogstraeten, Markgraf und Herzog von Monferrato, Herr zu Anholt, Vinstingen und Werth gewesen.

## Leben
Er war der zweite Sohn des Nikolaus Leopold Heinrich zu Salm-Salm (* 14. Februar 1906; † 15. Januar 1988) und dessen erster Frau Ida, geborene von Wrede (* 26. Februar 1909; † 25. Oktober 1998).
Carl Philipp zu Salm-Salm erlebte die Zeit des Zweiten Weltkriegs in seinem Geburtsort Anholt, wo er auch die Grundschule besuchte. Bei einem Luftangriff am 21. März 1945 wurde sein älterer Bruder Alfred getötet. Nach dem Krieg befand sich sein Vater zunächst in Kriegsgefangenschaft, während die Familie zeitweise in einem Keller der schwer zerstörten Burg Anholt wohnte. 1954 machte Carl Philipp zu Salm-Salm das Abitur auf dem Aloisiuskolleg, einer Jesuitenschule in Bad Godesberg. Nach einem Studium der Betriebswirtschaft und einer beruflichen Laufbahn im Bereich des Bankwesens und der Wirtschaft übernahm er 1969 die Fürstlich Salm-Salm’sche Verwaltung in Rhede. 1988 trat er das Erbe seines Vaters und die Leitung des Hauses Salm-Salm an.
Carl Philipp zu Salm-Salm heiratete am 4. Februar 1961 in München Erika von Morgen (* 19. März 1935; † 17. April 2007), mit der er vier Kinder hatte: Emanuel Philipp Nikolaus Johann Felix (* 6. Dezember 1961), Philipp (* 5. Juli 1963), Felicitas (* 1. Juli 1965) und Clemens (* 18. November 1966). Seit 1993 war er mit Elisabeth Frisch (* 12. Februar 1951) verheiratet.
Carl-Philipp zu Salm-Salm verstarb am 6. August 2024 im Alter von 91 Jahren. Zum Auferstehungsamt am 23. August in der St.-Pankratius-Kirche in Anholt erschienen mehr als 450 geladene Gäste, darunter viele Vertreter ehemaliger deutscher Adelshäuser wie Gloria von Thurn und Taxis, Alexander zu Schaumburg-Lippe, Oskar von Preußen und Hubertus zu Sayn-Wittgenstein-Berleburg, sowie Regierungspräsident Andreas Bothe, Landrat Kai Zwicker und die Bürgermeister von Bocholt, Rhede, Isselburg und Aalten. Ebenso erschienen Ehrenabordnungen des Bürgerschützenvereins Anholt (der auch die Sargträger stellte), der Freiwilligen Feuerwehr, des Grenzland-Tambourcorps Anholt und der Schwesternschaft das St.-Augusta-Hospitals Anholt. Im Anschluss wurde der Leichnam im engsten Familienkreis auf dem angrenzenden kleinen Familienfriedhof vor der Fürstlichen Gruftkapelle beigesetzt.

## Ehrungen
2009 wurde Carl Philipp zu Salm-Salm mit dem Bundesverdienstkreuz I. Klasse geehrt. 2019 wurde er als Offizier in den französischen Ordre des Arts et des Lettres aufgenommen. Als ihm der aus Düsseldorf angereiste französische Generalkonsul den Orden coronabedingt erst im Jahr 2023 überreichte, wies jener darauf hin, dass sich Frankreich damit für die jahrzehntelange bilaterale Förderung der deutsch-französischen Zusammenarbeit im kulturellen Bereich sowie für den intensiven Einsatz zu Salm-Salms und für dessen Unterstützung kulturpolitischer und historischer deutsch-französischer Themen bedanke. Im selben Jahr verlieh die Stadt Isselburg Carl Philipp die Ehrenbürgerrechte.